# 日本大学ラグビー部
日本大学保健体育審議会ラグビー部（にほんだいがくほけんたいいくしんぎかいラグビーぶ、Nihon Univ Rugby Football Club）は、関東大学ラグビーリーグ戦グループ1部に所属する日本大学のラグビー部。略称は日大（にちだい）。愛称はハリケーンズ。

## 概要

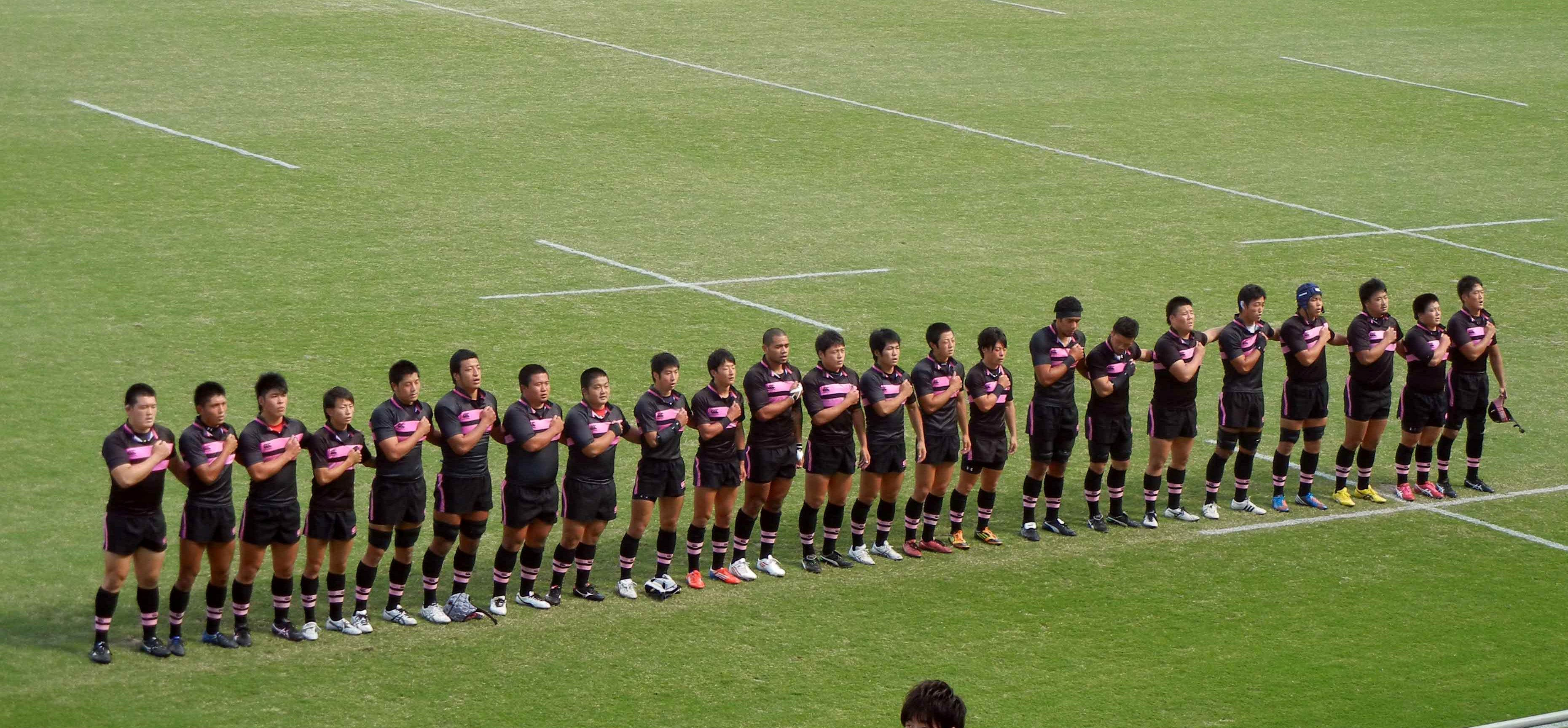
試合前に校歌斉唱をする日本大学の選手たち（2013年9月・拓殖大学戦・秩父宮ラグビー場）

関東大学ラグビーリーグ戦創設の中心となったチームの一つであり、これまで、関東大学ラグビーリーグ戦優勝3回、大学選手権では4度ベスト4に進出している。
1928年に創部。
大学選手権が始まる前の1960年度に学生王者として、日本選手権の前身である日本協会招待NHK杯争奪ラグビー大会に出場した経験を持つ。
1967年、関東大学リーグ戦の発足に伴ってリーグ戦グループに加盟。
2006年、部員の不祥事により2部へ降格。
2007年、2部で優勝するとともに入替戦にも勝利し、1部に復帰。
2009年、加藤尋久がヘッドコーチに就任。
2014年、1部リーグ7位となり、入替戦に敗れて3度目の2部降格。
2015年、2部で全勝優勝。入替戦にも勝利し1部に復帰。このシーズンは川松真一朗ヘッドコーチ代行が指揮を執った。加藤HCは任期満了で退任。
2016年シーズンは中野克己ヘッドコーチ。
2017年シーズンは中野監督体制。
2018年に創部90年を迎えた。
2019年シーズンはリーグ戦2位。大学選手権ベスト8。
2020年シーズンはリーグ戦3位。大学選手権に2年連続で出場し、初戦となった3回戦の福岡工業大学戦は108対0で勝利。準々決勝の明治大学戦は34対7で敗れ、2年連続のベスト8。
2021年シーズンはリーグ戦2位。大学選手権に3年連続で出場し、初戦となった3回戦の日本体育大学戦は41対22で勝利。準々決勝の京都産業大学戦は26対27で敗れ、3年連続のベスト8。
2022年、日本代表元主将菊谷崇が1シーズンのみヘッドコーチに就任。
2023年、総監督に川松真一朗、監督に窪田幸一郎、ヘッドコーチに稲田仁を配する。

## タイトル
- 関東大学ラグビーリーグ戦 : 3回
1976、1977、1985

- 関東大学ラグビー対抗戦 : 2回（1967年脱退。対抗戦が分裂以前［1966年度以前］の成績）
1955、1960

- 全国大学ラグビーフットボール選手権大会 : 0回（出場15回）
最高ベスト4（1965、1976、1995、1997）

- 日本協会招待NHK杯争奪ラグビー大会（日本ラグビーフットボール選手権大会の前身）: 0回
準優勝：1回（1960）

※年は全て年度。

## 戦績
近年のチームの戦績は以下のとおり。
| 年度 | 所属 | 順位 | 大学選手権                         | 監督（HC）            |
| ---- | ---- | ---- | ---------------------------------- | --------------------- |
| 2005 | 1部  | 6位  |                                    | 重田勇夫              |
| 2006 | 1部  | 8位  | ※入替戦 不戦敗 拓殖大学 2部降格    | 重田勇夫              |
| 2007 | 2部  | 3位  | ※入替戦 21-10 立正大学 1部昇格     | 重田勇夫              |
| 2008 | 1部  | 4位  | 1回戦 0-59 東海大学                | 重田勇夫              |
| 2009 | 1部  | 8位  | ※入替戦 38-22 埼玉工業大学 1部残留 | 加藤尋久              |
| 2010 | 1部  | 6位  |                                    | 加藤尋久              |
| 2011 | 1部  | 6位  |                                    | 加藤尋久              |
| 2012 | 1部  | 5位  | セカンドステージ敗退               | 加藤尋久              |
| 2013 | 1部  | 5位  | セカンドステージ敗退               | 加藤尋久              |
| 2014 | 1部  | 7位  | ※入替戦 24-30 専修大学 2部降格     | 加藤尋久              |
| 2015 | 2部  | 1位  | ※入替戦 28-17 山梨学院大学 1部昇格 | 加藤尋久 川松（代行） |
| 2016 | 1部  | 8位  | ※入替戦 40-35 山梨学院大学 1部残留 | 中野克己              |
| 2017 | 1部  | 6位  |                                    | 中野克己              |
| 2018 | 1部  | 5位  |                                    | 中野克己              |
| 2019 | 1部  | 2位  | 準々決勝 14-57 早稲田大学          | 中野克己              |
| 2020 | 1部  | 3位  | 準々決勝 7-34 明治大学             | 中野克己              |
| 2021 | 1部  | 2位  | 準々決勝 26-27 京都産業大学        | 中野克己              |
| 2022 | 1部  | 4位  |                                    | 中野克己,菊谷崇       |
| 2023 | 1部  | 6位  |                                    | 窪田幸一郎, 稲田仁    |
| 2024 | 1部  | 7位  | ※入替戦 41-29 専修大学 1部残留     | 窪田幸一郎, 稲田仁    |

## 主な在籍選手
- 後藤翔大（SO、7人制日本代表 /佐賀工業高）

## 主な出身者
- 福田廣 - （SH、近鉄選手及び監督）
- 山口良治 - （FL、日本代表、日大中退につき途中退部し、その後日体大 → 高等学校保健体育教諭、京都市立伏見工業高等学校ラグビー部監督 / 若狭農林高出身）
- 戸嶋秀夫 - （FB、日本代表、秋田市役所 → 東芝府中 / 金足農高出身）
- 立川政則 - （PR・HO、日本代表、ワールド / 花園高出身）
- 中村航 - （FL、日本代表、日大中退につき途中退部し、その後リコー → 大東大 → 東京ガス → 三洋電機 / 相模台工高出身）
- 松本圭史 - （No8、東芝府中 → 日本大学ラグビー部　→ 日川高出身）
- 鷲谷正直 - （FL・No.8、日本代表、トヨタ自動車ヴェルブリッツ / 天理高出身）
- 龍啓之助 - （No8、リコー → 整形外科医師 / 日大二高出身）
- 沢木敬介 - （FB・CTB、日本代表、サントリーサンゴリアス / 秋田経法大付高出身）
- 元吉和中 - （PR、日本代表、サントリーサンゴリアス / 日大藤沢高出身）
- 北條純一 - （WTB、日本代表、サントリーサンゴリアス / 盛岡工高出身）
- 日原大介 - （SO、東芝府中ブレイブルーパス / 日川高出身）
- 南方誠支 - （2000年度主将CTB、日本IBMビッグブルー / 西陵商業高出身）
- 今利貞政 - （CTB、ヤマハ発動機ジュビロ / 天理高出身）
- 窪田幸一郎 - （WTB、日本代表、NECグリーンロケッツ / 日川高出身）
- 阪上義和 - （2002年度主将CTB、大阪府警察ラグビー部 / 報徳学園高出身）
- 加井雄一 - （HO、サントリーフーズサンデルフィス / 天理高出身）
- 川松真一朗 - （LO、平尾プロジェクト、U21日本代表育成選手、現東京都議会議員/都立両国高出身）
- 武井敬司 - （SO・FB・WTB、日本代表、NECグリーンロケッツ / 日大藤沢高出身）
- 津田健太朗 - （2003年度主将FL・No.8、ワールドファイティングブル / 報徳学園高出身）
- 河野好光 - （SO・CTB、リコーブラックラムズ / 日川高出身）
- 藤原誠 - （SH・WTB・FB、釜石シーウェイブスRFC / 盛岡工高出身）
- ルイ・ラターヘーパエア - （LO、ヤクルト → 釜石シーウェイブスRFC）
- 金川禎臣 - （SO・CTB、宗像サニックスブルース / 福山誠之館高出身）
- タウファ統悦 - （2004年度主将FL・No.8、日本代表、近鉄ライナーズ / トゥポ高出身）
- 手塚洋成 - （PR、クボタスピアーズ / 國學院栃木高出身）
- 北島健次 - （2005年度主将HO、大阪府警察ラグビー部 / 報徳学園高出身）
- 松下馨 - （WTB・FB、日本代表、ヤマハ発動機ジュビロ → トヨタ自動車ヴェルブリッツ / 報徳学園高出身）
- 高橋英明 - （PR、リコーブラックラムズ / 黒沢尻工高出身）
- 藤原丈嗣 - （FB・WTB、サントリーサンゴリアス / 関西高出身）
- 大山貴弘 - （2006年度主将HO、九州電力キューデンヴォルテクス / 東福岡高出身）
- 安井慎太郎 - （CTB、三菱重工相模原ダイナボアーズ / 湘南工科大附高出身）
- 馬渕武史 - （2008年度主将LO・FL、リコーブラックラムズ / 所沢北高出身）
- ピエイ・マフィレオ - （WTB、日本代表、7人制日本代表、PSIコストカッツ / トゥポ高出身）
- 三友良平 - （CTB、キヤノンイーグルス / 深谷高出身）
- 原岡賢 - （2009年度主将CTB、三菱重工相模原ダイナボアーズ / 仙台育英高出身）
- 仲村慎祐 - （LO、日本代表、サントリーサンゴリアス / 報徳学園高出身）
- 豊田大樹 - （2010年度主将PR、近鉄ライナーズ / 近大附属高出身）
- 中村正寿 - （SH、リコーブラックラムズ / 東福岡高出身）
- 細田佳也 - （FL、7人制日本代表、NECグリーンロケッツ / 飯田高出身）
- タリフォラウ・タカウ - （2011年度主将LO・PR、ホンダヒート / トゥポ高出身）
- 小川高廣 - （2012年度主将SH、7人制日本代表、東芝ブレイブルーパス / 東福岡高出身）
- 高野祐史 - （2013年度主将FL、東京ガスラグビー部 / 國學院久我山高出身）
- 下地大朋 - （SO、神戸製鋼コベルコスティーラーズ / 尾道高出身）
- 四ノ宮マイケル - （CTB、トンガ7人制代表、釜石シーウェイブスRFC → NTTコミュニケーションズシャイニングアークス）
- 庵奥翔太 - （PR・HO、NTTコミュニケーションズシャイニングアークス / 常翔啓光学園高出身）
- 中島涼介 - （2017年度主将、FL/No.8、ヤクルトレビンズ / 常翔啓光学園高出身）
- 古谷亘 - （PR、NTTドコモレッドハリケーンズ大阪 / 佐野日大高出身）
- 孫昇己 - （LO、クボタスピアーズ / 大阪朝鮮高出身）
- 竹澤正祥 - （FL、日野レッドドルフィンズ / 明和県央高出身）
- 森本潤 - （PR、三菱重工相模原ダイナボアーズ / 常翔啓光学園高出身）
- アサエリ・サミソニ - （HO、東芝ブレイブルーパス / 目黒学院高出身）
- 藤村琉士 - （HO、NTTコミュニケーションズシャイニングアークス / 京都成章高出身）
- 長谷銀次朗 - （FL、清水建設ブルーシャークス / 御所実業高出身）
- フレイザー・クワーク - （CTB、三重ホンダヒート /開志国際高出身）
- 趙誠悠 - （FL、No.8、三菱重工相模原ダイナボアーズ /大阪朝鮮高出身）
- 山内開斗 - （PR、NTTドコモレッドハリケーンズ大阪 /佐賀工業高出身）
- シオネ・ハラシリ - （PR・No.8、横浜キヤノンイーグルス /目黒学院高出身）
- 坂本駿介 - （PR、日本大学大学院⇒三菱重工相模原ダイナボアーズ /三本木農業高出身）
- テビタ・オト - （LO、クリタウォーターガッシュ昭島 /トンガカレッジアテレ出身）
- 広瀬龍二 - （CTB、日野レッドドルフィンズ /日川高）
- 鷲谷太希 - （FL、中国電力レッドレグリオンズ /天理高）
- 饒平名悠斗 - （SO、三重ホンダヒート /コザ高）
- ナサニエル・トゥポウ（CTB・No.8、NECグリーンロケッツ /マリストブラザーズハイスクール
- 岩上龍 - （CTB、花園近鉄ライナーズ /目黒学院高出身）
- 普久原琉 - （FB、横浜キヤノンイーグルス /コザ高出身）
- 水間夢翔 - （WTB、日野レッドドルフィンズ /佐賀工業高出身）
- 林琉輝 - （HO、東芝ブレイブルーパス東京 /日本大高）
- イオセファツ・マレコ - （LO・FL、東芝ブレイブルーパス東京 /レウルモエガフォカレッジ）
- 佐川奨茉 - （2023年度主将、No.8、三菱重工相模原ダイナボアーズ /佐野日大高）
- 齋藤史哉 - （SH、ルリーロ福岡 /佐賀工業高）
- 井上風雅 - （FL、ルリーロ福岡 /東福岡高）
- 春野星翔 - （PR、東京ガスラグビー部 /日本大高）
- 清田勇貴 - （LO・FL、JR九州サンダース /東海大福岡高）
- ジョアペ・ナコ - （WTB・CTB、三菱重工相模原ダイナボアーズ /大分東明高）
- セコナイア・ブル - （LO・FL、豊田自動織機シャトルズ愛知 /大分東明高）
- 徳永優太 - （UTB、豊田自動織機シャトルズ愛知 /佐賀工業高）
- 大野敬 - （FL、ヤクルトレビンズ戸田 /鹿児島実業高）
- 江藤大輝 - （PR、JR九州サンダース /大分東明高）

※なお大野均（LO、日本代表、東芝ブレイブルーパス）は、当部ではなく福島県郡山市に所在する工学部のラグビー部出身。

## 所在地
- 日本大学ラグビー部

東京都稲城市坂浜18-1382-1
- 日本大学稲城グラウンド

東京都稲城市平尾字12-1342